# Konstanty Oświęcimski

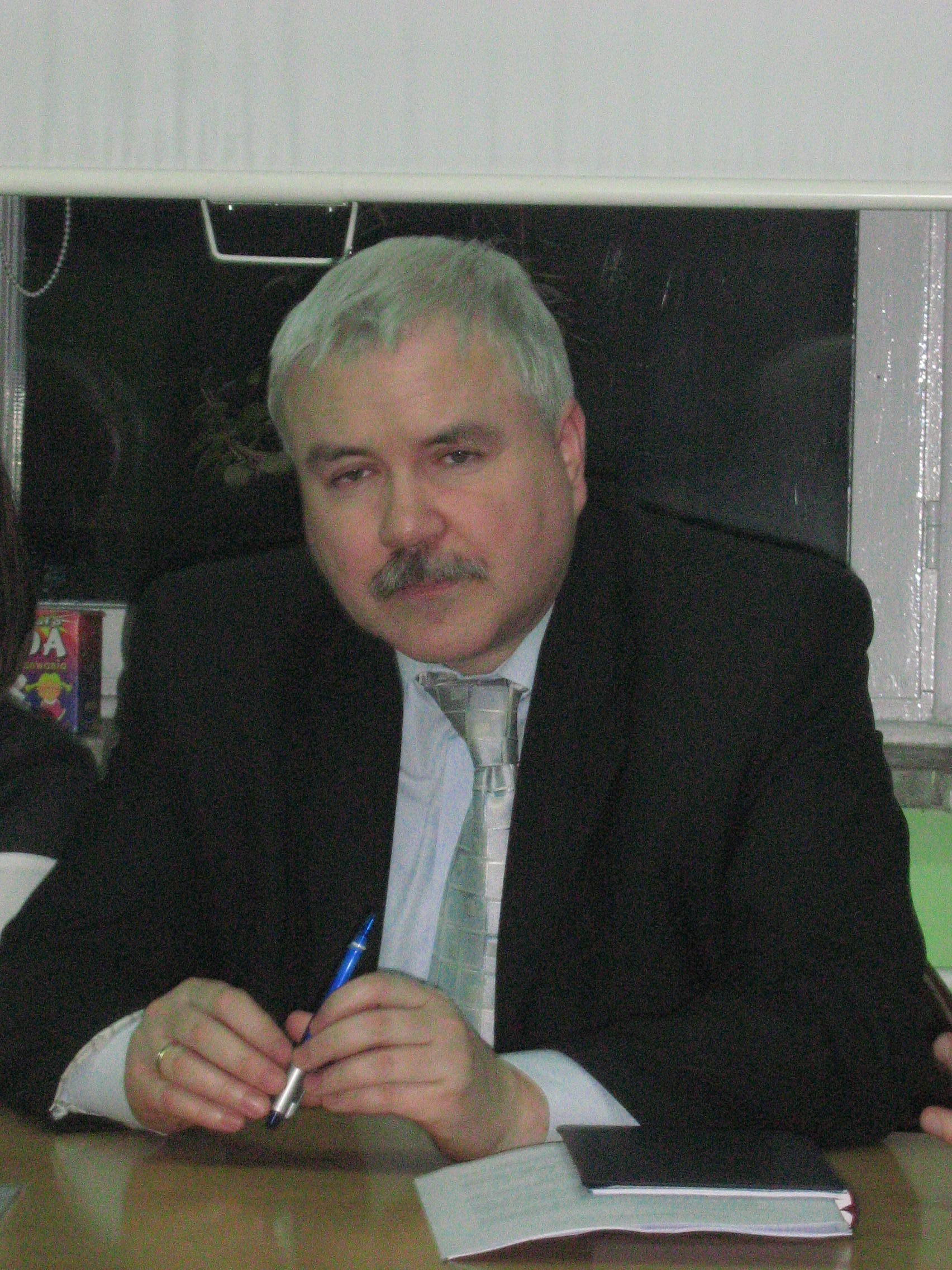
Konstanty Oświęcimski

Konstanty Tomasz Oświęcimski (* 19. September 1964 in Trzebiatów) ist ein polnischer Politiker der Platforma Obywatelska (Bürgerplattform).
Konstanty Oświęcimski studierte Recht und Verwaltung an der Universität Stettin. 1994 wurde er Mitglied des Gemeinderates von Rewal und Abgesandter an den Sejmik der Woiwodschaft Stettin. Ab 1998 bis 2006 war Oświęcimski Gemeindevorsteher (wójt) Rewals. Im Jahr 2006 wurde in den Kreisrat des Powiats Gryficki gewählt und war dort als stellvertretender Starost tätig. Bei den vorgezogenen Parlamentswahlen 2007 konnte er im Wahlkreis 41 Szczecin 7.975 Stimmen erringen und damit einen Sitz im Sejm erlangen.
Konstanty Oświęcimski ist verheiratet  und hat eine Tochter.